# カステル・サン・ニッコロ
カステル・サン・ニッコロ (伊: Castel San Niccolò) は、イタリア共和国トスカーナ州アレッツォ県にある、人口約2,500人の基礎自治体（コムーネ）。

## 地理

### 位置・広がり

#### 隣接コムーネ
隣接するコムーネは以下の通り。括弧内のFIはフィレンツェ県所属を示す。
- カステルフランコ・ピアーンディスコ
- ローロ・チュッフェンナ
- モンテミニャーイオ
- オルティニャーノ・ラッジョーロ
- ポッピ
- プラトヴェッキオ・スティーア
- レッジェッロ (FI)

### 気候分類・地震分類
カステル・サン・ニッコロにおけるイタリアの気候分類 (it) および度日は、zona E, 2170 GGである。
また、イタリアの地震リスク階級 (it) では、zona 2 (sismicità media) に分類される。

## 行政

### 分離集落
カステル・サン・ニッコロには以下の分離集落（フラツィオーネ）がある。
| - Barbiano - Battifolle - Borgo alla Collina - Caiano - Castello - Cetica - Garliano - Pagliericcio - Pratarutoli | - Prato di Strada - Rifiglio - Ristonchi - San Pancrazio - Santa Maria - Spalanni - Strada in Casentino - Torre - Valgianni - Vertelli |

## 姉妹都市
- ペゴマ、フランス